# آرت تیتوم
آرت تِیتوم (انگلیسی: Art Tatum; ۱۳ اکتبر ۱۹۰۹ – ۵ نوامبر ۱۹۵۶) یک پیانیست جاز آمریکایی بود که به‌عنوان یکی از بزرگ‌ترین پیانیست‌ها در تاریخ جاز شناخته می‌شود. توانایی فنی فوق‌العاده، سبک نوآورانه و تأثیر عمیق او بر این ژانر، میراثی ماندگار به جا گذاشته است. تاتوم در تولدو، اوهایو به دنیا آمد و از سنین پایین با چالش‌های زیادی مواجه بود. آرت دچار اختلال بینایی بود اما با وجود این موانع، او استعداد موسیقی فوق‌العاده‌ای را توسعه داد که او را در دنیای جاز متمایز کرد.
در اواخر دهه ۱۹۲۰، تاتوم شروع به اجرای حرفه‌ای در تولدو کرد و به سرعت به خاطر استعدادش شناخته شد. تا اوایل دهه ۱۹۳۰، او به مراکز بزرگ‌تری مانند نیویورک، شیکاگو و لس آنجلس نقل مکان کرد و در کلوپ‌ها و مکان‌های مختلفی اجرا کرد. اجراهای تاتوم معمولاً شامل جلسات طولانی بعد از ساعت کاری بود که در آن‌ها خلاقیت خود را به نمایش می‌گذاشت. با این حال، عادات نوشیدنی او بر سلامت او تأثیر گذاشت، حتی در حالی که به سبک بداهه‌نوازی او کمک می‌کرد.
در طول دهه ۱۹۳۰، شهرت تاتوم افزایش یافت و او به یک هنرمند مشهور تبدیل شد. او به خاطر توانایی‌اش در بازتفسیر آهنگ‌های محبوب شناخته می‌شد و اغلب هارمونی‌های پیچیده و نواختن سریع را به کار می‌برد که مخاطبان را شگفت‌زده می‌کرد. ضبط‌های او از این دوره، از جمله ضبط‌هایی که برای دکا و سایر برچسب‌ها انجام داد، رویکرد نوآورانه او به پیانو جاز را به نمایش گذاشت. سبک تاتوم با استفاده از هارمونی مجدد، جایی که او آکوردهای یک آهنگ را تغییر می‌داد تا امکانات هارمونیک جدیدی ایجاد کند، و بی‌تونالیته، جایی که او در دو کلید مختلف به‌طور همزمان می‌نواخت، مشخص می‌شد.
زندگی شخصی تاتوم با مشکلاتی از جمله مسائل پزشکی و اعتیاد همراه بود. الکل زیاد بر سلامت او تأثیر گذاشت و او در طول زندگی‌اش با مشکلات سلامتی مختلفی مواجه شد. او در سن ۴۷ سالگی از دنیا رفت.
تأثیر تاتوم فراتر از پیانو بود؛ نوآوری‌های او در هارمونی و ریتم، چشم‌انداز جاز را متحول کرد.